# Ворновка (Кормянский район)
Ворновка (Вороновщина; бел. Ворнаўка) — деревня, центр Ворновского сельсовета Кормянского района Гомельской области Беларуси.

## География

### Расположение
В 13 км на юг от Кормы, в 50 км от железнодорожной станции Буда-Кошелёвская (на линии Гомель — Жлобин), в 77 км от Гомеля.

### Гидрография
На реке Горна (приток реки Сож)

## Транспортная сеть
На автодороге Корма — Чечерск. Планировка состоит из 2 разделённых рекой частей: северной (2 прямолинейные, почти параллельные между собой улицы, ориентированные с юго-запада на северо-восток и соединённые 2 переулками) и южной (к прямолинейной улице, ориентированной с юго-запада на северо-восток, к которой с юга присоединяется короткая прямолинейная улица). На востоке и юге обособленные жилые участки. Застроена двусторонне, неплотно, деревянными домами усадебного типа. В 1987 году построены кирпичные дома на 50 семей для переселенцев из загрязнённых после катастрофы на Чернобыльской АЭС мест.

## История
О деятельности человека в этих местах в давние времена свидетельствует выявленное археологами городище (1,5 км на юг от деревни, в урочище Гренск, на правом береге реки Сож), милоградской и зарубинецкой культур, датируется VII—VI веком до н. э. — II веком н. э. От названия урочища и городища получило название Гренская археологическая культура, которая относится к племенам, жившим в Верхнем Поднепровье в позднем палеолите и раннем мезолите. Согласно письменным источникам известна с XVIII века как селение в Речицком повете Минского воеводства Великого княжества Литовского. Упоминается под 1726 год в инвентаре Чечерского староства.
После 1-го раздела Речи Посполитой в 1772 году в составе Российской империи, в Рогачёвском уезде Могилёвской губернии. В 1889 году открыта церковно-приходская школа, которая разместилась в наёмном крестьянском доме. Согласно переписи 1897 года село и околица Ворновка, примыкала деревня Катринполье (она же Ухватовка); действовали церковь, хлебозапасный магазин, 2 ветряные мельницы.
С 20 августа 1924 года центр Ворновского сельсовета Кормянского, с 25 декабря 1962 года Рогачёвского, с 6 января 1965 года Чечерского, с 30 июля 1966 года Кормянского районов, с 20 февраля 1938 года Гомельской области. В 1930 году организован колхоз «Революция», работали 2 ветряные мельницы, кузница. Во время Великой Отечественной войны 12 декабря 1942 года партизаны разгромили гарнизон, созданный здесь оккупантами. В боях около деревни погибли 63 советских солдата (похоронены в братской могиле в центре). В 1962 году к деревне присоединены посёлки Курганица, Лащинец, Лядцы, Туры-Бор. В 1978 году в деревню переселились жители соседнего посёлок Торфяной. Центр колхоза имени Г. М. Димитрова. Работали мельница, лесопилка, средняя школа, Дом культуры, библиотека, фельдшерско-акушерский и ветеринарный пункты, отделение связи, магазин, детский сад.

## Население
- 1897 год — село и околица Ворновка и деревня Катринполье — 137 дворов, 790 жителей (согласно переписи).
- 1959 год — 410 жителей (согласно переписи).
- 2004 год — 175 хозяйств, 432 жителя.